# Micropygidae
Micropygidae é uma família de ouriços-do-mar pertencente à ordem Diadematoida, que contém dois géneros (Micropyga e Kierechinus) e apenas duas espécies conhecidas como extantes. Os membros extantes desta família apresentam morfologia achatada e densos espinhos curtos e aguçados. As espécies extantes têm distribuição natural na região do Indo-Pacífico. O termo "micropyga" significa "pequeno ânus" em grego clássico.

## Caracteristicas
A família Micropygidae inclui apenas duas espécies extantes, e relativamente raras, com distribuição natural na região do Indo-Pacífico.
São ouriços-do-mar de morfologia corporal regular, de forma globosa, com a boca situada no centro da face oral e o ânus no ápex da face oposta (superior).
A testa ("concha") é ligeiramente achatada dorsalmente.
Os pés ambulacrários são grandes, longos e muito visíveis.
Os radíolos (espinhos) são relativamente longos e ocos.

## Taxonomia
Segundo a base de dados taxonómicos WRMS, família Micropygidae contém os seguintes géneros e espécies:
- GéneroMicropyga (A. Agassiz, 1879)
  - Espécie Micropyga tuberculata (Agassiz, 1879)
  - Espécie Micropyga violacea (de Meijere, 1903)
- Género Kierechinus (Philip, 1963a) † (género fóssil do Ypresiano)

| Género      | Autor do género | Espécie               | Autor da espécie | Período   |
| Kierechinus | Philip, 1963    | –                     | –,–              | Ypresiano |
| Micropyga   | Agassiz, 1879   | Micropyga tuberculata | Agassiz, 1879    | Actual    |
|             |                 | Micropyga violacea    | de Meijere, –    | Actual    |